# Zacharias Jonæ
Zacharias Jonæ, död 1638, var en svensk präst.

## Biografi
Zacharias Jonæ var 1593 kapellan i Själevads församling då han undertecknade Uppsala mötes beslut. Han blev 1609 kyrkoherde i Nora församling och 1613 kyrkoherde i Själevads församling. Zacharias Jonæ avled 1638.

### Familj
Zacharias Jonæ var gift med Malin Bure (född 1581). Hon var dotter till kyrkoherden Engelbertus Laurentii och Elisabet Andersdotter. De fick tillsammans barnen studenten Johannes Bureus (född 1598), kyrkoherden Jonas Bureus (född 1599) i Arnäs församling, Lisbeth Bureus som var gift med borgmästaren Olof Abrahamsson i Härnösand, Malin Bureus (född 1604) som var gift med prosten Olaus Petri Niurenius i Umeå landsförsamling och Marigareta Bureus (född 1611) som var gift med kyrkoherden Laurentius Olai Agrelius i Själevads församling.